# ネイビーシールズ ローグ・ネイション
『ネイビーシールズ ローグ・ネイション』（One Shot）は、2021年のイギリスのアクション・スリラー映画。監督はジェームズ・ナン、出演はスコット・アドキンス、アシュリー・グリーン、ライアン・フィリップなど。一人の囚人を巡るネイビーシールズと武装集団の衝突を、カメラの長回しによるワン・ショットで描く。

## ストーリー
ネイビーシールズのハリス大尉とその部下たちは、アメリカ国防省の女性分析官ゾーイ・アンダーソンを護衛しつつ、ヘリコプターでポーランドの通称「黒い島」の施設に着地した。ここは米軍のテロリスト収容所(ブラックサイト)であり、ゾーイは、囚人のトルコ系英国人アミン・マンスールを米国に移送する使命を帯びていた。
実業家であるマンスールは、核爆弾に転用できる医療用スキャナーをテロ組織に売り渡した容疑で収監されていた。テロ組織はすでに核爆弾を製造し、ワシントンのどこかに隠したという。マンスールはその場所を知っているので、ワシントンの爆発地域に連れて行き、隠し場所を吐かせるというのがゾーイの分析に基づく国防省のシナリオだった。
無実だ人違いだと泣き叫ぶマンスールを屋外に連れ出した時、収容所は武装テロ集団の急襲を受けた。ヘリコプターは爆破され、逃げ場のない建物内に閉じ込められるゾーイたち。非常通信によって援軍の派遣は決まったが、敵の自爆攻撃でハリス大尉の部下とゾーイは吹き飛ばされた。テロ集団の目的が自分の口封じと知り、一人で逃げ出すマンスール。
ゾーイの臨終を看取ったハリス大尉は、マンスールの身重の妻が「切り札」としてワシントンの危険地帯に留め置かれていることを知った。敵の攻撃を掻い潜りつつ、逃げ回るマンスールを追い、妻子の居場所を伝えるハリス大尉。マンスールは核爆弾の在り処を白状する覚悟を決め、援軍のヘリ部隊が到着した。

## キャスト
| 役名                               | 俳優                 | 日本語吹替 |
| ---------------------------------- | -------------------- | ---------- |
| ジェイク・ハリス                   | スコット・アドキンス | 土田大     |
| ゾーイ・アンダーソン               | アシュリー・グリーン | 有賀由樹子 |
| ジャック・ヨーク                   | ライアン・フィリップ | 高口公介   |
| アミン・マンスール                 | ワリード・エルガディ | 前田雄     |
| ハキム・シャレフ                   | ジェス・リアウディン | 山下タイキ |
| ブランドン・"ウィット"・ウィテカー | エマニュエル・イマニ |            |
| ダニー・ディートラー               | ディノ・ケリー       |            |
| ルイス・アッシュ                   | ジャック・パー       |            |
| トム・シールズ                     | テレンス・メイナード |            |
| デルコール                         | リー・チャールズ     |            |

## 作品の評価
Rotten Tomatoesによれば、22件の評論のうち高評価は59%にあたる13件で、平均点は10点満点中5.3点となっている。
Metacriticによれば、5件の評論のうち、高評価はなく、賛否混在は3件、低評価は2件で、平均点は100点満点中39点となっている。